# Marián Kelemen
Marián Kelemen (* 7. prosince 1979, Michalovce, Československo) je slovenský fotbalový brankář, od léta 2016 hráč klubu Jagiellonia Białystok.

## Klubová kariéra
Kelemen je odchovancem východoslovenského klubu Zemplín Michalovce.
Na Slovensku hrál mj. i za ŠK Slovan Bratislava. Působil poté v různých evropských klubech, např. v lotyšském FK Ventspils, tureckém Bursasporu, španělských UD Vecindario, CD Tenerife, CD Numancia, řeckém Aris Soluň. V sezóně 2010/11 se stal se Śląskem Wrocław vicemistrem Polska a v následujícím ročníku 2011/12 získal s klubem ligový titul. Po sezoně 2013/14 mu Śląsk nenabídl prodloužení smlouvy.
V letní přestávce 2013 se (společně se slovinským spoluhráčem Daliborem Stevanovićem) soudil o 1 200 eur za poškození reputace s trenérem brankářů Danielem Pawlowskim, který umístil na internet video se sestříhaným rozborem Kelemenových brankářských zákroků, v němž poukazoval na chyby.
Od léta 2014 byl bez angažmá, teprve 1. dubna 2015 posílil český prvoligový klub 1. FK Příbram, který hledal náhradu za zraněného brankáře Marka Boháče.

V září 2015 se vrátil na Slovensko do Zemplínu Michalovce, nováčka Fortuna ligy 2015/16.

V červnu 2016 podepsal roční smlouvu s polským klubem Jagiellonia Białystok.